# São Roque do Pico
São Roque do Pico – miasto i gmina (port. concelho) na Azorach (region autonomiczny Portugalii), na wyspie Pico. Według danych szacunkowych na rok 2011 liczy 3388 mieszkańców.

## Podział administracyjny
Gmina ta dzieli się na 5 sołectw (ludność wg stanu na 2011 r.)
- São Roque do Pico – 1316 osób
- Santo António – 815 osób
- Prainha – 547 osób
- Santa Luzia – 422 osoby
- Santo Amaro – 288 osób